# Psilomorpha pulchra
Psilomorpha pulchra là một loài bọ cánh cứng trong họ Cerambycidae.